# La Esperanza (Alcublas)
El Paraje Natural Municipal La Esperanza, con una superficie de 12,97 ha, se localiza en el término municipal de Segorbe en la provincia de Castellón.
El monte de La Esperanza se corresponde con un pequeño cerro que se levanta hasta una altura máxima de 445 metros desde un nivel de costa de los terrenos que le rodean en torno a los 400 metros. Desde el punto de vista geomorfológico, la zona pertenece a la Unidad del Dominio Triásico de Espadán, y más en concreto a la Subunidad Calderona-Alto Palancia. Los materiales mesozoicos son los que predominan, en concreto, las rocas que afloran en la zona son calizas tovacias.
En relación con la vegetación, cabe decir que, al igual que el resto de los elementos bióticos del paraje, se encuentra bastante antropizada. Las especies principales presentes en el mismo proceden de plantación. La masa de pinar ejerce una importante función de protección del suelo frente a la erosión es muy alto y, sin embargo, el grupo más representativo son las aves.
Dentro del ámbito del paraje se encuentra el manantial La Esperanza. Además, el paraje presenta elementos destacables desde el punto de vista histórico-cultural, como las ruinas del Monasterio de los Jerónimos de Nuestra Sra. de la Esperanza, y la ermita de Nuestra Sra. de la Esperanza, con referencias documentales del siglo XIV.
- Fue declarado Paraje Natural Municipal por Acuerdo del Consejo de la Generalidad Valenciana de fecha 27 de enero de 2006. (En este artículo se recoge texto del acuerdo (enlace roto disponible en Internet Archive; véase el historial, la primera versión y la última).).

- Datos: Q9018527